# Kodai Sano
Kodai Sano (Japans: 佐野 航大, Sano Kōdai) (Tsuyama, 25 september 2003) is een Japans professioneel voetballer die bij voorkeur als middenvelder speelt. Hij verruilde medio 2023 Fagiano Okayama voor N.E.C. Hij is een broer van voetballer Kaishu Sano. Sano debuteerde in 2025 als international in het Japans voetbalelftal.

## Clubcarrière

### Fagiano Okayama
Sano speelde in de jeugd bij Yonago Kita HS en maakte in oktober 2021 als 17-jarige de overstap naar Fagiano Okayama. In zijn eerste seizoen in de J2 League kwam hij tot 28 wedstrijden, waarin hij goed was voor drie goals en twee assists. Het jaar erop speelde hij twintig wedstrijden, waarin hij twee goals en vier assists leverde.

### N.E.C.
In augustus 2023 werd bekend dat N.E.C. Sano voor vijf jaar had vastgelegd. Hij werd bij N.E.C. de tweede Japanse aanwinst na spits Koki Ogawa. Hij maakte op 16 september tegen PSV zijn debuut voor N.E.C. Na de winterstop werd Sano, mede door het vertrek van Elayis Tavşan basisspeler bij N.E.C. Op 27 februari 2024 scoorde hij in de halve finale van de KNVB Beker tegen SC Cambuur de winnende 2-1 en daarmee zijn eerste treffer voor N.E.C. Op 21 april stond Sano in de basis tijdens de bekerfinale tegen Feyenoord, dat met 0-1 won. Hij eindigde het seizoen met drie goals in de laatste drie wedstrijden tegen Feyenoord, Almere City en Go Ahead Eagles (play-offs). 
Hij begon het nieuwe seizoen met een doelpunt in de seizoensopener tegen FC Twente, die desondanks met 1-2 verloren werd. Hij scoorde ook in de laatste wedstrijd van het seizoen, in de play-offs om Europees voetbal. Dat was opnieuw tegen Twente, maar opnieuw verloor N.E.C., met 2-3.  

## Clubstatistieken
| Seizoen                         | Club            | Competitie      | Competitie | Competitie | Beker | Beker | Overig | Overig | Totaal | Totaal |
| Seizoen                         | Club            | Competitie      | Wed.       | Dlp.       | Wed.  | Dlp.  | Wed.   | Dlp.   | Wed.   | Dlp.   |
| ------------------------------- | --------------- | --------------- | ---------- | ---------- | ----- | ----- | ------ | ------ | ------ | ------ |
| 2022                            | Fagiano Okayama | J2 League       | 28         | 3          | 1     | 0     | –      | –      | 29     | 3      |
| 2023                            | Fagiano Okayama | J2 League       | 20         | 2          | 1     | 0     | –      | –      | 21     | 2      |
| 2023/24                         | N.E.C.          | Eredivisie      | 24         | 4          | 6     | 1     | 1      | 1      | 31     | 6      |
| 2024/25                         | N.E.C.          | Eredivisie      | 25         | 2          | 2     | 0     | 1      | 1      | 28     | 3      |
| 2025/26                         | N.E.C.          | Eredivisie      | 2          | 0          | 0     | 0     | 0      | 0      | 2      | 0      |
| Carrière totaal                 | Carrière totaal | Carrière totaal | 99         | 12         | 10    | 1     | 2      | 2      | 111    | 14     |
| Bijgewerkt op 20 augustus 2025. |                 |                 |            |            |       |       |        |        |        |        |

## Interlandcarrière
In juni 2025 werd Sano voor het eerst bij de selectie van het Japans voetbalelftal gehaald. Op 10 juni debuteerde hij tegen Indonesië, waar teamgenoot Calvin Verdonk de hele wedstrijd op de bank zat, voor Japan. Hij verving Shunsuke Mito, die als speler van Sparta Rotterdam eveneens zijn debuut maakte. 
| Interlands van Kodai Sano voor Japan | Interlands van Kodai Sano voor Japan | Interlands van Kodai Sano voor Japan | Interlands van Kodai Sano voor Japan | Interlands van Kodai Sano voor Japan | Interlands van Kodai Sano voor Japan |
| No.                                  | Datum                                | Wedstrijd                            | Uitslag                              | Soort wedstrijd                      | Goals                                |
| Als speler bij N.E.C.                | Als speler bij N.E.C.                | Als speler bij N.E.C.                | Als speler bij N.E.C.                | Als speler bij N.E.C.                |                                      |
| ------------------------------------ | ------------------------------------ | ------------------------------------ | ------------------------------------ | ------------------------------------ | ------------------------------------ |
| 1.                                   | 10 juni 2025                         | Japan – Indonesië                    | 6 – 0                                | Kwalificatie WK 2026                 |                                      |